# سن روي (لاعب كرة قدم)
سن روي هو لاعب كرة قدم صيني، ولد في 14 يوليو 1999.